# Pyrausta interfixalis
Pyrausta interfixalis là một loài bướm đêm trong họ Crambidae.